# Lettonie aux Jeux européens de 2015
La Lettonie était présente aux Jeux européens de 2015, la première édition des Jeux européens, organisée à Bakou, en Azerbaïdjan.

## Médailles
| Sport                  | Discipline                      | Athlète(s)                    | Performance | Date    |
| Médaille d'or : 1      |                                 |                               |             |         |
| Volley-ball            | Hommes - Beach Volleyball       | Martins Plavins Haralds Regza |             | 21 juin |
| Médaille d'argent : 0  |                                 |                               |             |         |
| Médaille de bronze : 1 |                                 |                               |             |         |
| Lutte                  | Femmes - Libre - Moins de 63 kg | Anastasija Grigorjeva         |             | 15 juin |